# Eukaryomorpha
Clade
Eukaryomorpha est le clade regroupant les Promethearchaeati (archées d'Asgård) et les Eukaryotes (au sein même des archées ou en tant que groupe-frère des archées).
C'est le groupe frère des Thermoproteati (TACK).